# Língua geral
A língua geral foi falada no Brasil entre o final do século XVII e o início do século XX. Formou-se a partir da evolução histórica do tupi antigo. É constituída por dois ramos: a língua geral setentrional (também chamada língua geral amazônica) e a língua geral meridional (também chamada língua geral paulista). A língua geral setentrional deu origem no século XIX ao nheengatu, que ainda é falado atualmente no alto Rio Negro, na região fronteiriça entre Brasil, Venezuela e Colômbia. A língua geral é considerada extinta atualmente.

## Contexto histórico
As línguas gerais surgiram no período colonial como resultado da necessidade de comunicação entre colonizadores portugueses, missionários jesuítas e diferentes etnias indígenas. Baseadas principalmente no tupi antigo, elas se consolidaram como meios de integração cultural e social, sendo utilizadas na catequese, no comércio e na administração colonial.
No Brasil, duas formas principais se destacaram: a Língua Geral Paulista, usada sobretudo na região de São Paulo e no interior, e a Língua Geral Amazônica, conhecida posteriormente como Nheengatu. Ambas tiveram grande difusão, chegando a ser mais faladas do que o próprio português em várias áreas durante os séculos XVII e XVIII.
A partir de 1757, com as reformas do marquês de Pombal, o uso das línguas gerais foi proibido oficialmente, em um esforço de imposição do português como língua da administração e da vida pública. Apesar do declínio, o Nheengatu permaneceu vivo na Amazônia, sendo ainda falado em comunidades indígenas e reconhecido como patrimônio cultural imaterial no Brasil.

## Nheengatu
O Nheengatu se originou a partir da Língua Geral Amazônica, uma variedade baseada no tupi antigo difundida pelos missionários jesuítas durante o período colonial. Tornou-se o principal meio de comunicação em vastas áreas da Amazônia, sendo falado por indígenas, colonizadores e mestiços.
Mesmo após a proibição pombalina de 1757, o nheengatu sobreviveu na região, mantendo-se como língua de contato interétnico. Atualmente, é reconhecido como patrimônio cultural imaterial e continua sendo falado em comunidades indígenas no Brasil, Colômbia e Venezuela.

## Guarani
A língua guarani, pertencente ao tronco tupi, é uma das mais faladas entre os povos indígenas da América do Sul, com presença significativa no Paraguai, no Brasil, na Bolívia e na Argentina.
No Paraguai, tornou-se língua cooficial ao lado do espanhol, sendo falada por grande parte da população, indígena ou não. Essa vitalidade linguística faz do guarani um caso singular de resistência cultural frente ao processo histórico de colonização.

## Tronco tupi
O tronco tupi é uma das principais famílias linguísticas indígenas da América do Sul, abrangendo cerca de 40 línguas faladas historicamente desde a região amazônica até o sudeste do Brasil.
Dentro do tronco, destaca-se a família tupi-guarani, que inclui idiomas como o guarani e o nheengatu, amplamente difundidos durante o período colonial.
Essas línguas exerceram papel central nas interações entre indígenas, colonizadores e missionários, além de influenciarem profundamente o português falado no Brasil.

## Legado
A língua geral legou muitos topônimos brasileiros atuais, tais como: Aricanduva, Baquirivu-Guaçu, Batovi, Batuquara, Aracu, Paraná, Bicuíba, Biriricas, Amapá, Aracuí etc.

## Comparação lexical
Comparação lexical (Rodrigues 1986):
| Português       | Tupi antigo (século XVII) | Língua Geral Paulista (século XVIII) | Língua Geral Amazônica (século XVIII) | Língua Geral Amazônica (século XX) |
| --------------- | ------------------------- | ------------------------------------ | ------------------------------------- | ---------------------------------- |
| criança         | pitánga                   | mitánga                              | taína                                 | taína                              |
| pai             | túba                      | ru                                   | páia                                  | páia                               |
| mãe             | sy                        | sú                                   | máia                                  | mãia                               |
| roupa           | aóba                      | aóva                                 | óba                                   | xirúra                             |
| chapéu          | akángaóba                 | xapéw                                | akangaóba                             | xapéwa                             |
| agulha          |                           | itámirĩ                              | abí                                   | awí                                |
| panela          | ia’ẽpepó                  |                                      | já’ẽpepó                              | panéra                             |
| um              | oiepé                     | ñepeĩ                                | ojepé                                 | iepé                               |
| acabou-se       | opáb                      | opá                                  | opáw                                  | upáw                               |
| eu caio         | a’ár                      | a’á                                  | a’ár                                  | xa’ári                             |
| eu ergo         | asupír                    | amojupí                              | amopu’áme                             | xamupu’áma                         |
| eu apago        | aimowéb                   | amowé                                | amowéw                                | xamuéw                             |
| nasce           | oár                       | osẽ                                  | osémo                                 | usémo                              |
| você não ouve   | neresenúbi                | neresenúi                            | nitíw resenú                          | intí resenú                        |
| tingir de preto | moún                      | úna japó                             | mopixúne                              | mupixúna                           |
| batizar         | moiasúk                   | seróka                               | serók                                 | muserúka                           |